# شهرستان آنزلو (کارولینای شمالی)
شهرستان آنزلو (به انگلیسی: Onslow County) یک شهرستانی در ایالات متحده آمریکا است که در کارولینای شمالی واقع شده‌است.

## خصوصیات
شهرستان آنزلو ۲٬۳۴۶٫۵۴ کیلومترمربع مساحت دارد.